# اللمعان الضوئي

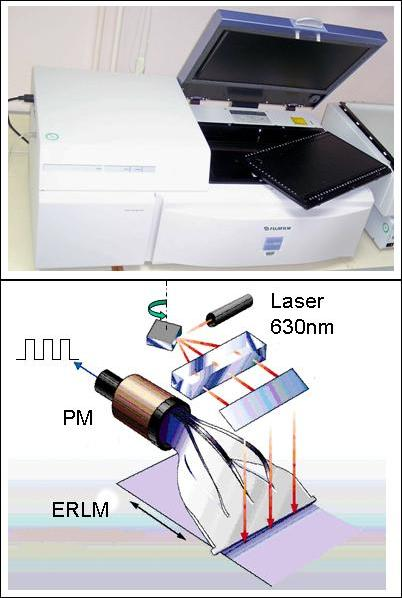

اللمعان الضوئي هو إطلاق الطاقة المخزنة داخل الفوسفور عن طريق التحفيز بالضوء المرئي، لإنتاج إشارة مضيئة. والأشعة السينية قد تحفز تخزين الطاقة. وتسمى اللوحة القائمة على هذه الآلية لوحة الفوسفور الضوئية وهي أحد أنواع كاشف الأشعة السينية المستخدم في التصوير الشعاعي الإسقاطي.